# Östlicher Teutoburger Wald (LP BI-Senne)
Koordinaten: 51° 58′ 57″ N, 8° 32′ 47″ O

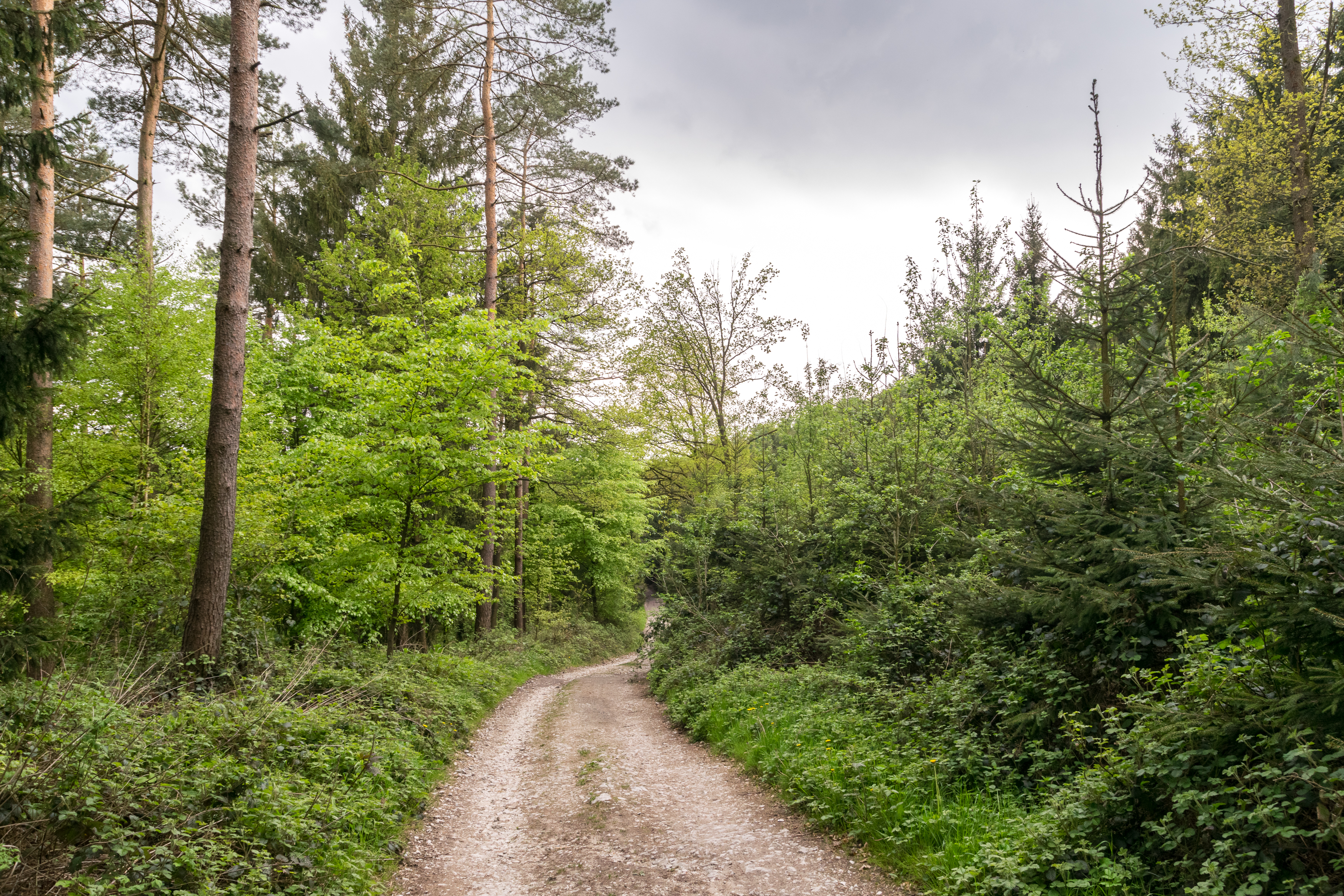
Naturschutzgebiet Östlicher Teutoburger Wald (LP BI-Senne) (Mai 2015)

Das Naturschutzgebiet Östlicher Teutoburger Wald (LP BI-Senne) ist das größte Naturschutzgebiet auf dem Stadtgebiet von Bielefeld in Nordrhein-Westfalen. Das aus fünf Teilflächen bestehende Gebiet gehört zu den Bielefelder Stadtbezirken Brackwede, Senne, Sennestadt und Stieghorst. Durch das Gebiet hindurch verlaufen die Landesstraße L 788 und die A 2, südwestlich verläuft die L 756.

## Bedeutung
Für Bielefeld ist seit 1941 ein etwa 542 ha großes Gebiet unter der Kenn-Nummer BI-003 als Naturschutzgebiet ausgewiesen.